# David Helfgott

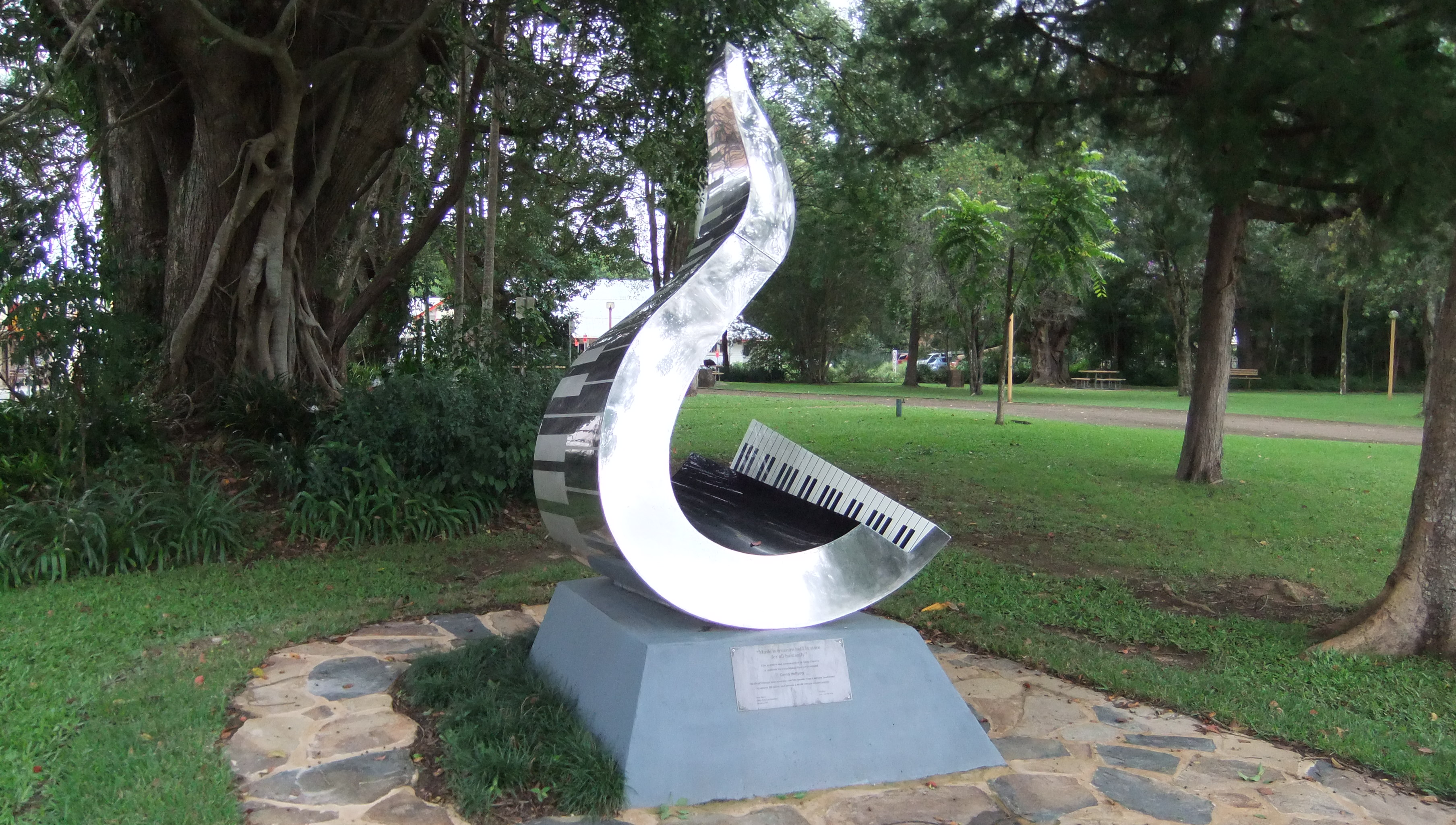
Pomnik w Bellingen

David Helfgott (ur. 19 maja 1947 r. w Melbourne) – australijski pianista, znany w świecie jako wyjątkowo utalentowany muzyk z zaburzeniami schizoafektywnymi.
W oparciu o życiorys Helfgotta powstał film Shine w reżyserii Scotta Hicksa, który został uhonorowany wieloma nagrodami, m.in. Oscarem w kategorii najlepszy aktor pierwszoplanowy dla Geoffreya Rusha.

## Życiorys

### Dzieciństwo
Urodził się w Melbourne w rodzinie pochodzenia polsko-żydowskiego. Ojciec był jego pierwszym nauczycielem gry na fortepianie. Dzięki domowej edukacji, David rozpoczął edukację muzyczną już w wieku lat 6. Kiedy miał lat dziesięć, kontynuował naukę pod okiem Franka Arndta, nauczyciela muzyki pochodzącego z Perth w Zachodniej Australii. Już w pierwszych latach nauki okazało się, że David jest tzw. „cudownym dzieckiem”. David Helfgott już jako nastolatek wielokrotnie wygrywał konkursy muzyczne na terenie Australii. Brał w nich udział zwykle samodzielnie lub też ze starszą siostrą Margaret Helfgott.
Kiedy David miał lat 14, kompozytor z Perth James Penberthy oraz pisarka Katharine Susannah Prichard zainteresowani jego talentem muzycznym, zebrali pieniądze na opłacenie studiów muzycznych w Stanach Zjednoczonych. Jednakże z uwagi na młody wiek Davida oraz pierwsze objawy choroby psychicznej, ojciec zabronił mu wyjazdu do Ameryki.

### Studia w Londynie i choroba psychiczna
W wieku lat 19 otrzymał trzyletnie stypendium na Royal College of Music w Londynie, w Wielkiej Brytanii, gdzie studiował pod okiem znanego pianisty Cyrila Smitha.
Podczas pobytu w Londynie symptomy choroby psychicznej zaczęły stopniowo narastać. Jego lekarz dr Chris Reynolds w dwadzieścia lat później orzekł, że David cierpi na psychozę występującą pod nazwą zaburzeń psychoafektywnych. W 1970 roku powrócił do Perth i rok później poślubił swoją pierwszą żonę Clarę. Brał w tym czasie udział w kilku koncertach organizowanych przez australijską telewizję ABC. Po rozpadzie pierwszego małżeństwa trafił do szpitala psychiatrycznego Graylands w Perth. Przez ponad 10 lat był leczony psychiatrycznie, m.in. poprzez zastosowanie metody elektrowstrząsów.

### Blask
W 1984, po kilku latach grania w małym barze "Riccardo" w Perth, David Helfgott poznał swoją drugą żonę Gillian Murray (z zawodu astrologa). W okresie trwania małżeństwa ponownie zaczął odnosić sukcesy muzyczne. Trwało to przez całe lata osiemdziesiąte i dziewięćdziesiąte na terenie Australii oraz Europy. W roku 1994 zagrał m.in. koncert w Rosji.

### Aktualna kariera muzyczna
Helfgott preferuje muzykę romantyczną. Głównie Musorgskiego, Rachmaninowa, Chopina, Liszta, Schumanna oraz Rimskiego-Korsakowa. Jednakże niektóre z jego koncertów zostały surowo ocenione przez krytykę (szczególnie trzeci koncert fortepianowy Rachmaninowa, określony mianem „bladego, nierównego i niespójnego”)
W grudniu 1999 roku, David Helfgott otworzył konferencję Allana Snydersa pod nazwą Centrum dla Umysłu. Pojawił się również jako muzyk na albumie Neon Ballroom zespołu Silverchair.

## Życie osobiste
David Helfgott obecnie mieszka w dolinie Promise Land niedaleko Bellingen w Nowej Południowej Walii wraz z drugą żoną Gillian. Interesuje się kotami, szachami, filozofią, tenisem, pływaniem i trzyma się w dobrej kondycji fizycznej.

## Nagrody
- Sześciokrotny finalista konkursu australijskiej organizacji muzycznej ABC
- Doktor Honorowy Muzyki na Edith Cowan University w Perth, Zachodnia Australia
- 26 listopada 2006 został oficjalnie wpisany do Australian Walk of Fame